# Вітемля
Вітемля (рос. Витемля) — село Погарського району Брянської області, Російська Федерація. Адміністративний центр Вітемлянського сільського поселення.
Населення становить 372 особи (2010).

## Історія
За даними на 1859 рік у козацькому й власницькому селі Стародубського повіту Чернігівської губернії мешкало 457 осіб (223 чоловічої статі та 234 — жіночої), налічувалось 115 дворових господарства, існували православна церква й винокурний завод.
Станом на 1886 у колишньому державному й власницькому селі Чаусовської волості мешкало 596 осіб, налічувалось 101 дворове господарство, існувала православна церква й крупорушка.
За даними на 1893 рік у поселенні мешкало 759 осіб (395 чоловічої статі та 364 — жіночої), налічувалось 135 дворових господарств.
За переписом 1897 року кількість мешканців зросла до 793 осіб (381 чоловічої статі та 412 — жіночої), з яких 783 — православної віри.